# ビンダリー
ビンダリー (Bindaree) は、アイルランドで生産、イギリスで調教された競走馬である。2002年のグランドナショナルに優勝した。
1999年10月に行われたナショナルハントフラットでデビュー、3着となる。2戦目、3戦目はハードル競走に出走して連勝、さらにチャブノービスハードル (G2) 、チャローノービスハードル (G1) にも優勝し4連勝となる。しかしスポットオンノービスハードル (G2) で2着に敗れて連勝は止まり、続くロイヤル&サンアライアンスノービスハードル (G1) 、セフトンノービスハードル (G1) はそれぞれ4着、7着に終わった。
翌2000/2001シーズンよりチェイスに転向し、3戦目でビターノービスチェイス (G2) で優勝するが、以後1年以上にわたって重賞で惜敗を重ねる。そして2002年4月、グランドナショナルに10ストーン4ポンド (65.4kg) の斤量で出走した。単勝21倍という人気薄であったが、ビンダリーは中団の内からレースを進め2周目のビーチャーズブルックで早くも先頭に立つ。しかしここからカラ馬に執拗に絡まれ、最終障害手前でいったんはファッツアップボーイズに先頭を譲るが、直線に入ってファッツアップボーイズが外に膨らんだところをふたたび差し返して1馬身3/4の差をつけて優勝した。1番人気のブローイングウインドはさらに27馬身はなれた3着だった。勝ちタイムは9分8秒6。出走馬40頭中11頭が完走した。調教師のツイストンデイビスは1998年のアースサミット以来となる2勝目を挙げた。
2002/2003シーズンは初戦のG2競走で最下位となるなど全体的に不調で、グランドナショナルにも10ストーン11ポンド (68.5kg) で出走したが1周目のビーチャーズブルックで飛越ミスにより後方に下がってしまい、その後盛り返したが、優勝したモンティズパスから40馬身差の6着に敗れた。翌2003/2004シーズンはウェルシュナショナルに優勝して復活をアピール、グランドナショナルでも11ストーン4ポンド (71.7kg) のハンデながら単勝11倍の1番人気となった。しかし、1周目のビーチャーズブルックでブローイングウインドが飛越を拒否、これで不利を受けたビンダリーが着地側で騎手を振り落とし、さらにこれに巻き込まれたファッツアップボーイズも競走中止。飛越拒否を含め、この障害で9頭が脱落した。
2004年のグランドナショナルにも4年連続で出走したが11着に敗れた。そして同年11月のビーチャーチェイスで8着となり、その後脚部の故障により引退した。
2024年9月27日、死去したことが分かった。30歳没。